# Giorgio Gabellini
Giorgio Gabellini (* 14. April 1918 in Cesena/Italien; † 1996 ebenda) war ein italienischer Karikaturen-Bildhauer. 
Der Italiener Giorgio Gabellini begann schon mit 14 Jahren, Karikaturen für verschiedene italienische Blätter zu zeichnen. Ab 1966 übertrug er diese Kunst auf die Skulptur. 1980 wurde Gabellini auf der Weltausstellung in Montreal/Kanada, zu der auch ein „Internationaler Pavillon des Humors“ gehörte, zum Karikaturisten des Jahres ernannt. Gabellini schuf mehr als 300 Plastiken. Anlässlich einer Gedenk-Ausstellung im Jahre 1998 hieß es auf der Webseite der Stadt Cesena: „Seine Werke, attraktiv und prägnant, kratzig, aber nie vulgär, sind immer das Ergebnis eines glücklichen Ausdrucks des Charakters, den er mit einem ironischen Hauch von Vitalität zu animieren wusste.“ Auch schon zu Lebzeiten hatten viele Ausstellungen seine Werke gezeigt, am bedeutendsten war wohl die im Weißen Haus in Washington. 

## Preise und Ehrungen
- Biennale Internazionale dell’Umorismo nell Arte in Tolentino: Erster Preis „Torre d’Oro“, 1971
- Mostra Internazionale della Grafica in Bologna: Erster Preis „La Ribalta“, 1973
- Weltausstellung Montreal „Le Pavillon international de l‘humour“: Le Cartooniste de l’année 1980